# バンクイック
バンクイックは、三菱UFJ銀行が2007年11月5日から発行を開始したカードローン商品である。

## 概要
2007年11月に三菱東京UFJ銀行（現・三菱UFJ銀行）が個人向けカードローンサービスとして発行をはじめた。
元々同行系の個人向けカードローンとしては、2000年より当時の三和銀行とプロミス（現・SMBCコンシューマーファイナンス）及びアプラスの合弁で運営されていた『モビット（現・SMBCモビット）』、並びに2001年より当時の東京三菱銀行とアコム等の合弁で運営されていた『東京三菱キャッシュワン（後のDCキャッシュワン）』が存在したが、モビットに三井住友銀行の資本が入ったことやDCキャッシュワンが実質アコム傘下のサービスとなったことなどから、改めて銀行直系のカードローン商品として開発されたものである。
2010年にはカードローン商品の信用保証業務をアコムに譲渡移管している。バンクイックのサービス開始当初から保証業務をアコムが一貫して担っている。
全国のセブン銀行ATM・ローソン銀行ATM・イーネットATMで手数料無料で借り入れ、返済を行うことが可能である。
利用者は、30代・40代を中心に幅広い年代に利用されており、また利用者の約3割が女性（男性64.4%：女性35.6%）という特徴がある（2018年1月31日現在）。

## 金利・限度額の特徴
バンクイックの金利は年1.8%～年14.6%、利用限度額は10万円から最高500万円となっている。銀行系カードローンの多くは上限金利14％台となっており、バンクイックも一般的な金利設定になっている。また消費者金融系カードローンより低金利となっているため、利用者の年齢幅も広く女性にも安心して利用されているのが特徴。この結果バンクイックは、三菱UFJ銀行という大手銀行ならではの安心感があることが利用者の特徴として表れていると言える。限度額については消費者金融系カードローンの方が高い設定が多いが、実際に500万円以上といった高額なローンを求める利用者は非常に少ないため、あまり意味をなしていないと言える。

## 借入・返済時の特徴
バンクイックは、三菱UFJ銀行店舗にあるATMから借入・返済が可能であり、利用手数料は無料である。さらに、提携コンビニATMの利用手数料も無料になっており、利用者にとってコストパフォーマンスに優れていると言える。ただし、振込での借入を希望するときは、三菱UFJ銀行口座の開設が必要である。

## 審査のスピード
バンクイックは、審査結果が申し込み日から最短翌日（翌営業日）にわかる仕組みになっており、審査スピードが早く資金需要者等にとって不安やストレスが少ないと言える。すべての銀行カードローンでは、最短当日で審査結果がわかる会社は存在しないため、バンクイックは日数ベースで審査が最も早いカードローンと言える。このメリットは保証会社が三菱UFJ銀行と同じ三菱フィナンシャル・グループのアコムであり、AIスコアリングシステムが採用されていることが要因としてあげられる。

## CM
バンクイックのイメージキャラクターとして阿部寛が出演していた。
- 「楽しく飲むための計画」編
- 「スマートに注文する計画」編
- 「次につなげる計画」編
- 「パースペクティブ」編
- 「事前メール」編
- 「パッキング」編

また、以下のCMには、阿部寛のほか浦まゆが出演していた。
- 「話せるカードローン」編